# 楓大介
楓 大介（かえで だいすけ、1946年 - ）は、日本の写真家。大阪府出身。

## 人物・略歴
日本写真専門学校（現・日本写真映像専門学校）卒業後、歌舞伎役者中村翫雀や漫才師の横山やすし等、関西を中心とした密着したドキュメント写真を撮影。
日本写真映像専門学校特別顧問。
2006年、大阪電気通信大学デジタルアート・アニメーション学科教授に就任。

## 写真集
- なにわの味師24人(1989年)
- なにわの女(1990年)
- 白洲正子の「かくれ里」を行く　楓大介写真集(2006年)
- 「ワタシト」〜動物たちのひそひそばなし〜(2006年)

## 個展
- 日本のチベット(1965年)
- エロチシズム(1977年)
- ジャズメン(1984年)
- 華(1985年)
- 横山やすしの世界(1988年)
- 素敵な女性(1990年)
- ジャズドラマー（中山正治）展(1992年)
- ラスト･ラン（ドライバー松本恵二）(1993年)
- 書家　牧田悠有展(1994年)
- Good Men 展(1996年)
- 歌舞伎役者　中村翫雀展(2001年)
- 著名人45人展(2003年)